# (3726) Johnadams
(3726) Johnadams es un asteroide perteneciente al cinturón de asteroides, descubierto el 4 de junio de 1981 por Edward Bowell desde la Estación Anderson Mesa (condado de Coconino, cerca de Flagstaff, Arizona, Estados Unidos).

## Designación y nombre
Designado provisionalmente como 1981 LJ. Fue nombrado Johnadams en honor al geólogo estadounidense John B. Adams.